# Epidendrum presbyteri-ludgeronis
Epidendrum presbyteri-ludgeronis là một loài thực vật có hoa trong họ Lan. Loài này được Gomes Ferreira mô tả khoa học đầu tiên năm 1994.